# Нихоншоки
„Нихоншоки“ (на японски: 日本書紀; по английската Система на Хепбърн Nihonshoki) или „Нихонги“ (на японски: 日本紀, Nihongi), „Японска хроника“ е една от трите книги смятани за свещени за шинтоизма, заедно с „Коджики“ (на японски: 古事記, Kojiki) и „Куджики“ (на японски: 旧事紀, Kujiki). Считана е за първата същинска японска историография и проследява историята на Япония от сътворението на архипелага до управлението на императрица Джито (на японски: 持統天皇, Jitō-tennō) (686 – 697).

## История
Паметникът е завършен през 720 г. Съставен е по нареждане и под ръководството на принц Тонери (на японски: 舎人親王, Toneri-shinō) заедно с другия главен съставител Фудживара-но Фухито (на японски: 藤原不比等, Fujiwara-no Fuhito). За образец на съставителите служат древните китайски исторически хроники. Интересен е фактът, че „Нихоншоки“ е написан едва 8 години след съставянето на „Коджики“ – документ с твърде сходно съдържание на неговото. Една от вероятните причини е, че „Нихоншоки“ е написан изцяло на китайски език, което по това време устройвало повече целите на Японския императорски двор.